# Miłostków/Marzanów
Miłostków lub Marianów, Marzanów, Miłostów (niem. Marienhof) – osiedle Wrocławia leżące na terenie osiedla Zakrzów w dawnej dzielnicy Psie Pole. Potocznie na osiedle mówi się Marienhof.
Osiedle, stanowiące dawny zespół folwarczny, graniczy od wschodu z Mirkowem w gminie Długołęka, od północy przez Dobrą nadal z tą gminą, od zachodu z Zakrzowem, a od południa z Psim Polem.

## Historia
Folwark został założony prawdopodobnie w 2 poł. XIX w., a być może dopiero w jego końcu, na co wskazuje nadanie mu nazwy od imienia córki Henryka von Krona, żony Constantina von Schweinichena. Nazwa została pierwszy raz wymieniona w 1886. Marienhof należał wówczas do Zakrzowa w powiecie Oleśnickim. W 1940 r. miał 127 mieszkańców. Po II wojnie światowej folwark został zamieniony przez ówczesne władze na PGR „Marianów”, które istniało do 1991, a w roku 1951 zostało przyłączone do Wrocławia. Po tym okresie zabudowa systematycznie niszczeje. PGR posiadał 406 ha ziemi, w tym 300 ha grantów ornych. Specjalizacją PGR-u była hodowla bydła oraz prowadzenie chlewni zarodowej.